# Hypericum mitchellianum
Hypericum mitchellianum är en johannesörtsväxtart som beskrevs av Per Axel Rydberg. Hypericum mitchellianum ingår i släktet johannesörter, och familjen johannesörtsväxter. Inga underarter finns listade i Catalogue of Life.